# Abdul Rahman Ghassemlou
Abdul Rahman Ghassemlou (Koerdisch: Ebdulrehman Qasimlo) (Urmia, 22 december 1930 – Wenen, 13 juli 1989) was een Koerdisch politicus.
Op 16 augustus 1945 werd in Iran de Koerdische partij de KDP-I opgericht. Abdul Rahman Ghassemlou, toen nog geen vijftien jaar oud, werd zoals veel Koerden aangetrokken door deze partij. Ghassemlou studeerde vervolgens in Parijs en in Tsjecho-Slowakije. Nadat hij zijn doctoraal in de economie had behaald, werd hij docent in Praag en Parijs.
In 1952 keerde hij uit Europa terug naar Iran. Hij richtte zich vervolgens geheel op de KDP-I. In 1973 werd hij verkozen tot Secretaris-generaal van de partij. Toen in 1979 als gevolg van de Iraanse Revolutie sjah Mohammed Reza Pahlavi de troon moest opgeven, kreeg de KDP-I een kans om in Iraans Koerdistan veel invloed te krijgen. Ghassemlou streefde naar een democratisch Koerdistan, want hij zag de democratie als voorwaarde voor een goed functionerend autonoom gebied. De leus van de KDP-I werd daarom: "Democratie voor Iran, autonomie voor Koerdistan".
Door het optreden van Ghassemlou kreeg de positie van de Koerdische bevolking aandacht in de wereld. Vaak ging hij naar het buitenland om te spreken over de Koerdische kwestie. Ook kreeg hij veel hulp van humanitaire organisaties, bekende persoonlijkheden, en mensenrechtenorganisaties.
De Iraanse Imam Khomeini ging echter niet akkoord met het Koerdische streven naar autonomie onder leiding van Ghassemlou. Hij verklaarde een "jihad" aan Koerdistan. De eerste golfoorlog die in die periode uitbrak bracht veel schade toe aan Koerdistan, doordat het gebied in de frontlinie lag. Ghassemlou meende dat de gevechten hem werden opgelegd, en hij wilde er liever snel van af zijn.
Na de oorlog stelde Iran een bijeenkomst voor in Wenen op 28 december 1988, om de Koerdische kwestie verder te bespreken. De KDP-I accepteerde dit. De gesprekken duurden twee dagen en er werd daarna een nieuwe bijeenkomst afgesproken, voor januari. Aan het einde van die vervolgbespreking werd op 20 januari 1989 autonomie voor Koerdistan toegezegd. Nadere details dienden nog te worden uitgewerkt. Toen Ghassemlou zes maanden later terugkeerde naar Europa om het congres van de Internationale Socialisten bij te wonen, stuurde Teheran een nieuw voorstel voor een afspraak te Wenen naar Ghassemlou. Die ontmoeting moest op 12 juli 1989 plaatsvinden. Een dag later werd Ghassemlou in de onderhandelingsruimte vermoord door middel van 3 kogels.
Hij werd op 20 juli 1989 begraven in Parijs, onder de aanwezigen waren duizenden Koerden, Armeniërs, Turken, Perzen, en Europeanen. Onder hen bevonden zich dichters, artsen, ministers, vertegenwoordigers van humanitaire organisaties en leden van het parlement. Abdul Rahman Ghassemlou was een moedige man die respect genoot van Koerden uit alle delen van Koerdistan en ver daarbuiten.